# Jamato (Kanagawa)
Jamato (japonsky: 大和市; Jamato-ši) je japonské město ležící v prefektuře Kanagawa.
V roce 2003 mělo město 218 999 obyvatel a hustotu zalidnění 8 093,09 ob./km². Celková rozloha města je 27,06 km².
Město bylo založeno ještě jako vesnice v roce 1891, na (malé) město (町, mači) bylo povýšeno v roce 1943 a na (velké) město (市, ši) 1. února 1959.

## Rodáci
- Šiho Onoderaová (* 1973) – fotbalistka
- Nahomi Kawasumiová (* 1985) – fotbalistka